# 紀元前220年代
紀元前220年代（きげんぜんにひゃくにじゅうねんだい）は、西暦による紀元前229年から紀元前220年までの10年間を指す十年紀。

## できごと

### 紀元前229年
- 第一次イリュリア戦争勃発（ - 紀元前228年）
- 秦が趙の首都邯鄲を陥落させる。

### 紀元前228年
- ハスドルバルが、カルタゴ・ノウァ（現カルタヘナ）をカルタゴの首都として建設。ローマとの交渉でエブロ川を境界として相互不可侵の条約を結ぶ。

### 紀元前227年
- 荊軻による始皇帝暗殺未遂が起こる。

### 紀元前226年
- ローマがハスドルバルと、カルタゴのエブロ川以南の領有を認め、以北への拡大を制限する協定を結ぶ。
- ロドス島で地震が発生し、ロドス島の巨像が崩壊する。

### 紀元前225年
- テラモンの戦いでローマがガリアを破る。
- フィエゾレの戦い
- 楚の項燕が秦を破る。
- 秦が魏を滅ぼす。

### 紀元前224年
- 秦の武将王翦が60万の大軍を率いて楚に進攻し、これを大破する。

### 紀元前223年
- セレウコス3世が暗殺され、アンティオコス3世が即位。
- クレオメネス3世がメガロポリスを占領。
- グレコ・バクトリア王国のディオドトス2世がエウテュデモス1世に暗殺され、王位を奪われる。
- 秦が楚を滅ぼす。

### 紀元前222年
- セッラシアの戦いで、クレオメネス3世率いるスパルタが、アンティゴノス朝アンティゴノス3世の後ろ盾を得たアラトスに敗れ。クレオメネスはエジプトに亡命。
- メディア総督（サトラップ）のモロン、ペルシス総督のアレクサンドロスらが、アンティオコス3世に対して反乱を起こす。
- マルクス・クラウディウス・マルケッルスがガリア人の一派ガエサティ族との戦闘（クラスティディウムの戦い）で、その王ブリトマトゥスに一騎討ちで勝利し、ローマで最高の戦利品とされるスポリア・オピマを得る。
- 秦が燕と趙の残存勢力を滅ぼす。

### 紀元前221年
- カルタゴのハスドルバルがケルト人によって暗殺される。
- エジプト・プトレマイオス朝では、プトレマイオス3世に代わりプトレマイオス4世が即位する。
- ガイウス・フラミニウスがローマにフラミニウス競技場を建設する。
- 秦が斉（田斉）を滅ぼして中国統一を果たし、政が始皇帝を名乗る。

### 紀元前220年
- 第二次イリュリア戦争が勃発（ - 紀元前219年）
- 10月末から11月初めまでの間に、アルシノエ3世がプトレマイオス4世と結婚し、エジプト女王となる（ - 紀元前204年）

## 誕生
- 紀元前229年
  - ルキウス・アエミリウス・パウルス・マケドニクス、共和政ローマの元老院議員（+ 紀元前160年）
  - 胡亥?、秦の第2代皇帝（+ 紀元前207年）
- 紀元前228年
  - ティトゥス・クィンクティウス・フラミニヌス、共和政ローマの軍人、元老院議員（+ 紀元前174年）
  - プルシアス1世、ビテュニアの第6代国王（+ 紀元前182年?）
- 紀元前227年
  - プブリウス・コルネリウス・スキピオ・ナシカ、共和政ローマの執政官（+ 紀元前171年?）
- 紀元前220年
  - アッタロス2世、アッタロス朝ペルガモン王国第4代国王（+ 紀元前138年）
  - パクウィウス、ローマの悲劇詩人（+ 紀元前130年）
  - サモトラケのアリスタルコス?、古代ギリシャの文法学者（+ 紀元前143年頃）

## 死去
- 紀元前229年
  - デメトリオス2世、アンティゴノス朝の王
  - 李牧、趙の武将
- 紀元前228年
  - エウダミダス3世、エウリュポン朝スパルタ王
  - ハミルカル・バルカ?、カルタゴの将軍
  - ジアエラス、ビテュニアの第5代国王
- 紀元前227年
  - アルキダモス5世、エウリュポン朝スパルタ王
  - 荊軻、始皇帝の暗殺を企てた人物
- 紀元前226年
  - セレウコス2世、セレウコス朝の第4代国王
  - アンティオコス・ヒエラクス、セレウコス2世の弟
- 紀元前225年
  - トローアスのリュコン、古代ギリシアの哲学者（* 紀元前299年）
  - ガイウス・アティリウス・レグルス、共和政ローマの執政官
- 紀元前223年
  - セレウコス3世、セレウコス朝の第5代国王
  - ディオドトス2世、バクトリアの第2代国王
  - 昌平君、楚の最後の王
  - 項燕、楚の大将軍
- 紀元前222年
  - ウィリドマルス、ガリアの軍人
  - 燕王喜、燕の最後の王
- 紀元前221年
  - プトレマイオス3世、プトレマイオス朝第3代国王
  - ベレニケ2世、プトレマイオス3世の后
  - アンティゴノス3世、アンティゴノス朝マケドニアの王（* 紀元前263年）
  - ハスドルバル、カルタゴの将軍
  - ルキウス・カエキリウス・メテッルス、共和政ローマの執政官（* 紀元前290年）
- 紀元前220年
  - モロン、メディア総督
  - アレクサンドロス、ペルシスの総督
  - ヘルメイアス、セレウコス3世の宰相
  - ビザンチウムのフィロン、古代ギリシアの数学者、旅行家（* 紀元前280年）
  - サモスのコノン?、ギリシャの天文学者、数学者